# Кирилеу (Муреш)
Кирилеу (рум. Chirileu) насеље је у Румунији у округу Муреш у општини Санпаул. Oпштина се налази на надморској висини од 291 m.

## Становништво
Према подацима из 2002. године у насељу је живело 751 становника.

### Попис2002.
| Расподела становништва по националности 2002.‍ | Расподела становништва по националности 2002.‍ | Расподела становништва по националности 2002.‍ | Расподела становништва по националности 2002.‍ | Расподела становништва по националности 2002.‍ |
| --------------------------------------------- | --------------------------------------------- | --------------------------------------------- | --------------------------------------------- | --------------------------------------------- |
|                                               |                                               |                                               |                                               |                                               |
| Румуни                                        | Румуни                                        |                                               | 478                                           | 63,7%                                         |
| Мађари                                        | Мађари                                        |                                               | 12                                            | 1,6%                                          |
| Роми                                          | Роми                                          |                                               | 260                                           | 34,7%                                         |